# Saison 2012-2013 du Chelsea FC
Dernière mise à jour : 18 août 2013.
Chronologie
Saison précédente Saison suivante
La saison 2012–2013 du Chelsea Football Club est sa 99e saison compétitive, sa 23e consécutive passée dans l'élite du football anglais, sa 21e consécutive en Premier League et sa 107e année d'existence en tant que club de football. Le club est aussi en lice en Ligue des Champions, en Supercoupe de l'UEFA et en Coupe du monde des clubs de la FIFA, car ayant remporté la Ligue des Champions pour la première fois de leur histoire.
Le 13 juin 2012, Roberto Di Matteo signe un contrat de deux ans, devenant l'entraîneur permanent de Chelsea, ayant seulement été nommé entraîneur par intérim après le limogeage d'André Villas-Boas durant la saison 2011–2012.

## Dates clés
- 28 avril 2012 : Jeffrey Bruma accepte la prolongation de son prêt au sein de l'équipe allemande de Hambourg après avoir effectué 22 apparitions et inscrit 2 buts lors de la saison précédente.
- 28 avril 2012 : Chelsea confirme l'arrivée de Marko Marin pour un montant de 6,5 millions de livres, en provenance du Werder Brême[3].
- 4 juin 2012 : Chelsea annonce la signature de l'ailier belge Eden Hazard en provenance de Lille pour 32 millions de livres[4].
- 7 juin 2012 : Chelsea voit leur offre pour l'achat de la Battersea Power Station rejetée[5].
- 13 juin 2012 : Chelsea annonce la nomination de Roberto Di Matteo comme entraîneur, signant un contrat de deux ans[6].
- 20 juin 2012 : Didier Drogba rejoint le club chinois de Shanghai Shenhua dans un transfert gratuit[7].
- 13 juillet 2012 : Le tribunal de première instance de Westminster acquitte John Terry des accusations de racisme pesant sur lui portées par Anton Ferdinand. Les jurés ont conclu que "malgré l'existence de doutes, le verdict de la cour consiste en l'acquittement de l'accusé."[8].
- 25 juillet 2012 : Chelsea confirme l'arrivée d'Oscar, en provenance de l'Internacional[9].
- 2 août 2012 : Chelsea accepte de prêter Kevin De Bruyne au Werder Brême pour la saison[10].
- 12 août 2012 : Réduits à 10, Chelsea perd le Community Shield face à Manchester City sur le score de 3-2, avec comme buteurs Fernando Torres et Ryan Bertrand[11].
- 24 août 2012 : Chelsea annonce la signature du défenseur espagnol César Azpilicueta en provenance de Marseille[12].
- 24 août 2012 : Chelsea annonce la signature de l'attaquant nigérian Victor Moses en provenance de Wigan[13].
- 31 août 2012 : Chelsea perd la Supercoupe d'Europe contre l'Atlético de Madrid sur le score de 4-1, avec comme seul buteur Gary Cahill[14].
- 31 août 2012 : Michael Essien rejoint le club espagnol du Real Madrid dans un prêt[15].
- 31 août 2012 : Chelsea annonce que son milieu israélien Yossi Benayoun est prêté à West Ham[16].
- 31 août 2012 : Chelsea annonce le prêt de son attaquant français Gaël Kakuta au club néerlandais de Vitesse[17].
- 3 septembre 2012 : Chelsea accepte de vendre son milieu de terrain portugais Raul Meireles au club turc de Fenerbahçe pour 8 millions de livres[18].
- 5 septembre 2012 : Chelsea annonce la prolongation de contrat du défenseur anglais Ryan Bertrand pour cinq ans, jusqu'en 2017[19].
- 22 septembre 2012 : Le défenseur David Luiz signe une prolongation de contrat d'une durée de 5 ans[20].
- 27 septembre 2012 : Le défenseur John Terry est suspendu pour 4 matches et reçoit une amende de 220,000 livres pour racisme envers le défenseur de Queens Park Rangers, Anton Ferdinand[21].
- 6 novembre 2012 : Juan Mata est élu joueur du mois d'octobre[22].
- 21 novembre 2012 : Chelsea vire l'entraîneur Roberto Di Matteo après une défaite contre la Juventus en Ligue des champions. Dans la soirée, Chelsea nomme l'espagnol Rafael Benítez au poste d'entraîneur[23].
- 22 novembre 2012 : à la suite de la nomination de Rafael Benítez au poste d'entraîneur, Boudewijn Zenden est nommé entraîneur adjoint[24].
- 4 décembre 2012 : Chelsea annonce l'arrivée du brésilien Wallace en provenance de Fluminense, le montant du transfert n'est pas indique[25].
- 5 décembre 2012 : John Obi Mikel signe une prolongation de contrat jusqu'en 2017[26].
- 5 décembre 2012 : Chelsea démolit Nordsjælland sur le score de 6-1 dans le dernier match de groupe de la Ligue des champions, cependant ils sont éliminés de la compétition en finissant à la 3e place de leur groupe. Ils deviennent les premiers tenants du titre de la compétition à être éliminé l'année suivant leur victoire[27].
- 6 décembre 2012 : John Obi Mikel est suspendu pour trois matches et écope d'une amende de 60 000 livres en raison de son comportement dans le vestiaire contre Manchester United le 28 octobre[28].
- 16 décembre 2012 : Chelsea perd la finale de la Coupe du monde des clubs face aux Corinthians sur le score de 1-0[29].
- 15 mai 2013 : Chelsea remporte la Ligue Europa sur le score de 2-1 face au Benfica.

## Matches amicaux

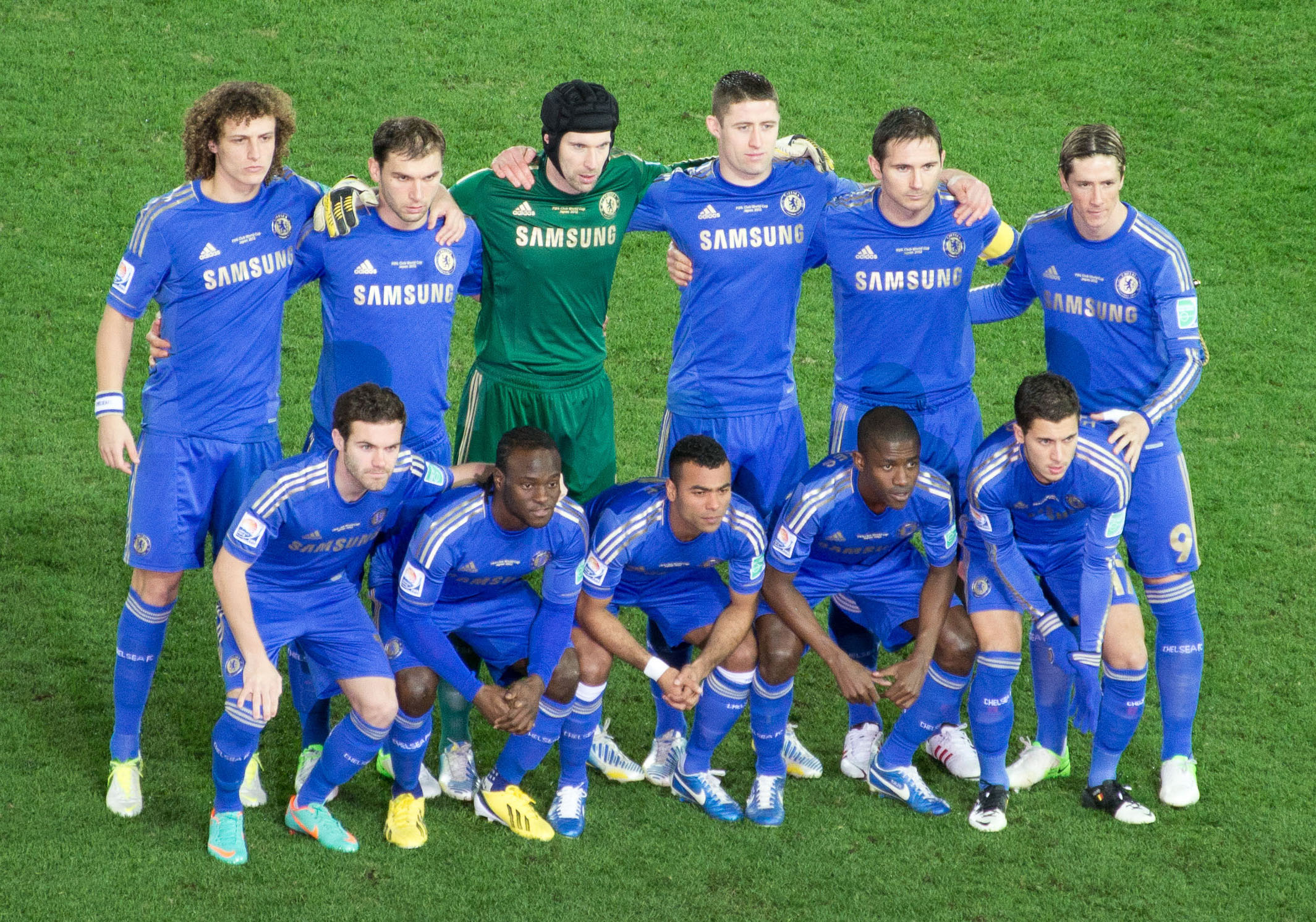
L’équipe de Chelsea lors de la finale de la coupe du monde des clubs (défaite 1-0)

## Équipe première

### Effectif
| N°                  | Nat                     | Nom                            | Date de naissance (Âge) | Depuis          | Matchs          | Buts            | En provenance de    |
| Gardiens de but     | Gardiens de but         | Gardiens de but                | Gardiens de but         | Gardiens de but | Gardiens de but | Gardiens de but | Gardiens de but     |
| ------------------- | ----------------------- | ------------------------------ | ----------------------- | --------------- | --------------- | --------------- | ------------------- |
| 1                   | Drapeau de la Tchéquie  | Petr Čech                      | 20 mai 1982             | 2004            | 432             | 0               | Rennes              |
| 22                  | Drapeau de l'Angleterre | Ross Turnbull                  | 4 janvier 1985          | 2009            | 19              | 0               | Middlesbrough       |
| 40                  | Drapeau du Portugal     | Henrique Hilário               | 21 octobre 1975         | 2006            | 39              | 0               | Nacional            |
| Défenseurs          |                         |                                |                         |                 |                 |                 |                     |
| 2                   | Drapeau de la Serbie    | Branislav Ivanović             | 22 février 1984         | 2008            | 219             | 22              | Lokomotiv Moscou    |
| 3                   | Drapeau de l'Angleterre | Ashley Cole                    | 20 décembre 1980        | 2006            | 312             | 7               | Arsenal             |
| 4                   | Drapeau du Brésil       | David Luiz                     | 22 avril 1987           | 2011            | 109             | 12              | Benfica             |
| 19                  | Drapeau du Portugal     | Paulo Ferreira                 | 14 janvier 1979         | 2004            | 217             | 2               | Porto               |
| 24                  | Drapeau de l'Angleterre | Gary Cahill                    | 19 décembre 1985        | 2012            | 64              | 8               | Bolton Wanderers    |
| 26                  | Drapeau de l'Angleterre | John Terry (capitaine)         | 7 décembre 1980         | 1998            | 574             | 55              | Centre de formation |
| 28                  | Drapeau de l'Espagne    | César Azpilicueta              | 28 décembre 1989        | 2012            | 48              | 0               | Marseille           |
| 34                  | Drapeau de l'Angleterre | Ryan Bertrand                  | 5 août 1989             | 2006            | 54              | 2               | Centre de formation |
| 57                  | Drapeau des Pays-Bas    | Nathan Aké                     | 18 février 1995         | 2012            | 6               | 2               | Centre de formation |
| Milieux de terrains |                         |                                |                         |                 |                 |                 |                     |
| 6                   | Drapeau de l'Espagne    | Oriol Romeu                    | 24 septembre 1991       | 2011            | 33              | 1               | Barcelone           |
| 7                   | Drapeau du Brésil       | Ramires                        | 24 mars 1987            | 2010            | 150             | 23              | Benfica             |
| 8                   | Drapeau de l'Angleterre | Frank Lampard (vice-capitaine) | 20 juin 1978            | 2001            | 608             | 203             | West Ham United     |
| 11                  | Drapeau du Brésil       | Oscar                          | 9 septembre 1991        | 2012            | 64              | 12              | Internacional       |
| 12                  | Drapeau du Nigeria      | John Obi Mikel                 | 22 avril 1987           | 2006            | 277             | 2               | Lyn                 |
| 17                  | Drapeau de la Belgique  | Eden Hazard                    | 7 janvier 1991          | 2012            | 62              | 13              | Lille               |
| 21                  | Drapeau de l'Allemagne  | Marko Marin                    | 13 mars 1989            | 2012            | 16              | 1               | Werder Brême        |
| 30                  | Drapeau d’Israël        | Yossi Benayoun                 | 5 mai 1980              | 2010            | 24              | 1               | Liverpool           |
| 10                  | Drapeau de l'Espagne    | Juan Mata                      | 28 avril 1988           | 2011            | 118             | 32              | Valence             |
| Attaquants          |                         |                                |                         |                 |                 |                 |                     |
| 9                   | Drapeau de l'Espagne    | Fernando Torres                | 20 mars 1984            | 2011            | 131             | 34              | Liverpool           |
| 13                  | Drapeau du Nigeria      | Victor Moses                   | 12 décembre 1990        | 2012            | 43              | 10              | Wigan Athletic      |
| 29                  | Drapeau du Sénégal      | Demba Ba                       | 25 mai 1985             | 2013            | 22              | 6               | Newcastle United    |

### Staff managérial
| Emploi                            | Staff                |
| --------------------------------- | -------------------- |
| Entraîneur                        | Rafael Benítez       |
| Entraîneur adjoint                | Boudewijn Zenden     |
| Directeur technique               | Michael Emenalo      |
| Entraîneur des gardiens           | Christophe Lollichon |
| Préparateur physique              | Chris Jones          |
| Chef recruteur                    | Mick McGiven         |
| Directeur médical                 | Paco Biosca          |
| Docteur                           | Eva Carneiro         |
| Entraîneur de l'équipe réserve    | Dermot Drummy        |
| Entraîneur de l'équipe de jeunes  | Adrian Viveash       |
| Entraîneur du centre de formation | Neil Bath            |
| Analyste                          | James Melbourne      |

Source : http://www.chelseafc.com

### Tenues
Équipementier : Adidas
Sponsor : Samsung
| Domicile | Extérieur | Autre |

## Transferts

### Mercato d'été

#### Arrivées
| Numéro | Poste | Joueur            | En provenance de       | Montant         | Date             | Source |
| ------ | ----- | ----------------- | ---------------------- | --------------- | ---------------- | ------ |
| 21     | MIL   | Marko Marin       | Werder Brême           | 7 millions £    | 1er juillet 2012 | [ 31 ] |
| 17     | MIL   | Eden Hazard       | Lille                  | 32 millions £   | 1er juillet 2012 | [ 32 ] |
| –      | MIL   | Thorgan Hazard    | RC Lens                | 880 000 £       | 24 juillet 2012  | [ 33 ] |
| 11     | MIL   | Oscar             | Internacional          | 19,5 millions £ | 25 juillet 2012  | [ 34 ] |
| 28     | DEF   | César Azpilicueta | Olympique de Marseille | 7 millions £    | 24 août 2012     | [ 35 ] |
| 13     | ATT   | Victor Moses      | Wigan Athletic         | 7 millions £    | 24 août 2012     | [ 36 ] |

#### Départs
| Numéro | Poste | Joueur         | Destination         | Montant         | Date             | Source |
| ------ | ----- | -------------- | ------------------- | --------------- | ---------------- | ------ |
| 11     | ATT   | Didier Drogba  | Shanghai Shenhua    | Transfert libre | 1er juillet 2012 | [ 37 ] |
| 17     | DEF   | José Bosingwa  | Queens Park Rangers | Transfert libre | 1er juillet 2012 | [ 38 ] |
| 21     | ATT   | Salomon Kalou  | Lille               | Transfert libre | 1er juillet 2012 | [ 39 ] |
| 53     | ATT   | Marko Mitrović | Brescia             | Transfert libre | 1er juillet 2012 | [ 40 ] |
| 60     | GB    | Rhys Taylor    | Preston North End   | Transfert libre | 1er juillet 2012 | [ 41 ] |
| 16     | MIL   | Raul Meireles  | Fenerbahçe          | 8 millions £    | 3 septembre 2012 | [ 42 ] |

##### Prêts
| Numéro | Poste | Joueur              | Destination          | Début            | Fin               | Source |
| ------ | ----- | ------------------- | -------------------- | ---------------- | ----------------- | ------ |
| 43     | DEF   | Jeffrey Bruma       | Hambourg SV          | 1er juillet 2012 | 30 juin 2013      | [ 43 ] |
| –      | GB    | Thibaut Courtois    | Atlético Madrid      | 1er juillet 2012 | 30 juin 2013      | [ 44 ] |
| –      | ATT   | Jhon Pírez          | Sabadell             | 9 juillet 2012   | 23 juillet 2012   | [ 45 ] |
| –      | DEF   | Tomáš Kalas         | Vitesse              | 11 juillet 2012  | 30 juin 2013      | [ 46 ] |
| 38     | DEF   | Patrick van Aanholt | Vitesse              | 11 juillet 2012  | 30 juin 2013      | [ 46 ] |
| –      | MIL   | Ulises Dávila       | Sabadell             | 13 juillet 2012  | 30 juin 2013      | [ 47 ] |
| 51     | DEF   | Rohan Ince          | Yeovil Town          | 13 juillet 2012  | 26 septembre 2012 | [ 48 ] |
| –      | GB    | Matej Delač         | Vitória Guimarães    | 17 juillet 2012  | 4 janvier 2013    | [ 49 ] |
| 64     | ATT   | Milan Lalkovič      | Vitória Guimarães    | 17 juillet 2012  | 4 janvier 2013    | [ 49 ] |
| 14     | MIL   | Kevin De Bruyne     | Werder Brême         | 2 août 2012      | 30 juin 2013      | [ 50 ] |
| 48     | MIL   | Conor Clifford      | Portsmouth           | 8 août 2012      | 17 septembre 2012 | [ 51 ] |
| –      | DEF   | Ben Gordon          | Birmingham City      | 10 août 2012     | 7 janvier 2013    | [ 52 ] |
| 18     | ATT   | Romelu Lukaku       | West Bromwich Albion | 10 août 2012     | 31 mai 2013       | [ 53 ] |
| –      | GB    | Sam Walker          | Bristol Rovers       | 14 août 2012     | 2 janvier 2013    | [ 54 ] |
| 27     | DEF   | Sam Hutchinson      | Nottingham Forest    | 16 août 2012     | 31 mai 2013       | [ 55 ] |
| 20     | MIL   | Josh McEachran      | Middlesbrough        | 20 août 2012     | 31 mai 2013       | [ 56 ] |
| 57     | DEF   | Archange Nkumu      | Yeovil Town          | 23 août 2012     | 23 septembre 2012 | [ 57 ] |
| –      | MIL   | Amin Affane         | Roda JC              | 31 août 2012     | 18 mars 2013      | [ 58 ] |
| 30     | MIL   | Yossi Benayoun      | West Ham United      | 31 août 2012     | 3 janvier 2013    | [ 59 ] |
| 45     | DEF   | Nathaniel Chalobah  | Watford              | 31 août 2012     | 31 mai 2013       | [ 60 ] |
| 5      | MIL   | Michael Essien      | Real Madrid          | 31 août 2012     | 30 juin 2013      | [ 61 ] |
| –      | MIL   | Thorgan Hazard      | Zulte Waregem        | 31 août 2012     | 30 juin 2013      | [ 62 ] |
| 44     | MIL   | Gaël Kakuta         | Vitesse              | 31 août 2012     | 30 juin 2013      | [ 59 ] |
| –      | ATT   | Jhon Pírez          | Leganés              | 4 septembre 2012 | 30 juin 2013      | [ 63 ] |

### Mercato d'hiver

#### Arrivées
| Numéro | Poste | Joueur   | En provenance de | Montant         | Date             | Source |
| ------ | ----- | -------- | ---------------- | --------------- | ---------------- | ------ |
| –      | DEF   | Wallace  | Fluminense       | 4,75 millions £ | 1er janvier 2013 | [ 64 ] |
| 29     | ATT   | Demba Ba | Newcastle United | 7 millions £    | 4 janvier 2013   | [ 65 ] |

#### Départs
| Numéro | Poste | Joueur           | Destination            | Montant          | Date            | Source |
| ------ | ----- | ---------------- | ---------------------- | ---------------- | --------------- | ------ |
| 23     | ATT   | Daniel Sturridge | Liverpool              | 12 millions £    | 2 janvier 2013  | [ 66 ] |
| –      | DEF   | Alistair Gordon  | Crystal Palace         | Transferts libre | 27 janvier 2013 | [ 67 ] |
| 55     | MIL   | James Ashton     | Libre                  | –                | 31 janvier 2013 | [ 68 ] |
| 48     | MIL   | Conor Clifford   | Leicester City         | Transfert libre  | 31 janvier 2013 | [ 69 ] |
| –      | DEF   | Ben Gordon       | Yeovil Town            | Transfert libre  | 31 janvier 2013 | [ 70 ] |
| 51     | DEF   | Rohan Ince       | Brighton & Hove Albion | Transfert libre  | 31 janvier 2013 | [ 71 ] |
| 60     | ATT   | Adam Coombes     | Notts County           | Transfert libre  | 31 janvier 2013 | [ 72 ] |

##### Prêts
| Numéro | Poste | Joueur          | Destination        | Début            | Fin              | Source |
| ------ | ----- | --------------- | ------------------ | ---------------- | ---------------- | ------ |
| 55     | MIL   | James Ashton    | Charlton Athletic  | 1er octobre 2012 | novembre 2013    | [ 73 ] |
| –      | DEF   | Archange Nkumu  | Colchester United  | 23 octobre 2012  | 13 décembre 2013 | [ 74 ] |
| –      | ATT   | Patrick Bamford | Milton Keynes Dons | 22 novembre 2012 | 7 janvier 2013   | [ 75 ] |
| 48     | MIL   | Conor Clifford  | Crawley Town       | 22 novembre 2012 | 5 janvier 2013   | [ 76 ] |
| 54     | DEF   | Todd Kane       | Preston North End  | 22 novembre 2012 | 5 janvier 2013   | [ 77 ] |
| –      | MIL   | Anjur Osmanović | Lärje-Angereds IF  | 22 novembre 2012 | 30 juin 2013     | [ 78 ] |
| –      | DEF   | Wallace         | Fluminense         | 1er janvier 2013 | 30 juin 2013     | [ 79 ] |
| 54     | DEF   | Todd Kane       | Blackburn Rovers   | 9 janvier 2013   | 30 juin 2013     | [ 80 ] |
| –      | GB    | Matej Delač     | Inter Zaprešić     | 10 janvier 2013  | 30 juin 2013     | [ 81 ] |
| 47     | MIL   | Billy Clifford  | Colchester United  | 11 janvier 2013  | 27 avril 2013    | [ 82 ] |
| –      | GB    | Sam Walker      | Colchester United  | 14 janvier 2013  | 27 avril 2013    | [ 83 ] |
| 35     | MIL   | Lucas Piazón    | Málaga             | 15 janvier 2013  | 30 juin 2013     | [ 84 ] |
| –      | ATT   | Patrick Bamford | Milton Keynes Dons | 31 janvier 2013  | 20 mai 2013      | [ 85 ] |
| 56     | MIL   | George Saville  | Millwall           | 28 février 2013  | 4 mai 2013       | [ 86 ] |
| 54     | DEF   | Todd Kane       | Blackburn Rovers   | 15 mars 2013     | 31 mai 2013      | [ 87 ] |

### Activité globale
| Mercato d'été : £73 380 000 Mercato d'hiver : £11 750 000 Total : £85 130 000 | Mercato d'été : £8 000 000 Mercato d'hiver : £12 000 000 Total : £20 000 000 | Mercato d'été : £65 380 000 Mercato d'hiver : £250 000 Total : £65 130 000 |

## Compétitions

### Premier League

#### Classement
| Rang | Équipe              | Pts | J  | G  | N  | P  | Bp | Bc | Diff |
| ---- | ------------------- | --- | -- | -- | -- | -- | -- | -- | ---- |
| 1    | Manchester United   | 89  | 38 | 28 | 5  | 5  | 85 | 43 | +42  |
| 2    | Manchester City T S | 78  | 38 | 23 | 9  | 6  | 66 | 34 | +32  |
| 3    | Chelsea             | 75  | 38 | 22 | 9  | 7  | 75 | 39 | +36  |
| 4    | Arsenal             | 73  | 38 | 21 | 10 | 7  | 72 | 37 | +35  |
| 5    | Tottenham Hotspur   | 72  | 38 | 21 | 9  | 8  | 66 | 46 | +20  |
| 6    | Everton             | 63  | 38 | 16 | 15 | 7  | 55 | 40 | +15  |
| 7    | Liverpool           | 61  | 38 | 16 | 13 | 9  | 71 | 43 | +28  |
| 8    | West Bromwich       | 49  | 38 | 14 | 7  | 17 | 53 | 57 | -4   |
| 9    | Swansea City L      | 46  | 38 | 11 | 13 | 14 | 47 | 51 | -4   |
| 10   | West Ham P          | 46  | 38 | 12 | 10 | 16 | 45 | 53 | -8   |
| 11   | Norwich City        | 44  | 38 | 10 | 14 | 14 | 41 | 58 | -17  |
| 12   | Fulham              | 43  | 38 | 11 | 10 | 17 | 50 | 60 | -10  |
| 13   | Stoke City          | 42  | 38 | 9  | 15 | 14 | 34 | 45 | -11  |
| 14   | Southampton P       | 41  | 38 | 9  | 14 | 15 | 49 | 60 | -11  |
| 15   | Aston Villa         | 41  | 38 | 10 | 11 | 17 | 47 | 69 | -22  |
| 16   | Newcastle United    | 41  | 38 | 11 | 8  | 19 | 45 | 68 | -23  |
| 17   | Sunderland          | 39  | 38 | 9  | 12 | 17 | 41 | 54 | -13  |
| 18   | Wigan Athletic C    | 36  | 38 | 9  | 9  | 20 | 47 | 73 | -26  |
| 19   | Reading P           | 28  | 38 | 6  | 10 | 22 | 43 | 73 | -30  |
| 20   | Queens Park Rangers | 25  | 38 | 4  | 13 | 21 | 30 | 60 | -30  |

Qualifications européennes
Ligue des champions 2013-2014
- 1er 2e et 3e : phase de groupes
- 4e : tour de barrages pour non-champions

Ligue Europa 2013-2014
- C : phase de groupes
- 5e : tour de barrages
- L : 3e tour de qualification

Relégation
- 18e, 19e et 20e : relégation en Championship

Abréviations
- T : Tenant du titre
- C : Vainqueur de la FA Cup 2012-2013
- L : Vainqueur de la Coupe de la Ligue 2012-2013
- S : Vainqueur du Community Shield 2012
- P : Promus de Championship

### Ligue des Champions

#### Phase de groupes

##### Classement
| Rang | Équipe           | Pts | J | G | N | P | Bp | Bc | Diff |  | Résultats (▼ dom., ► ext.) | Drapeau de l'Italie | Drapeau de l'Ukraine | Drapeau de l'Angleterre | Drapeau du Danemark |
| ---- | ---------------- | --- | - | - | - | - | -- | -- | ---- |  | -------------------------- | ------------------- | -------------------- | ----------------------- | ------------------- |
| 1    | Juventus         | 12  | 6 | 3 | 3 | 0 | 12 | 4  | +8   |  | Juventus                   |                     | 1-1                  | 3-0                     | 4-0                 |
| 2    | Shakhtar Donetsk | 10  | 6 | 3 | 1 | 2 | 12 | 8  | +4   |  | Shakhtar Donetsk           | 0-1                 |                      | 2-1                     | 2-0                 |
| 3    | Chelsea          | 10  | 6 | 3 | 1 | 2 | 16 | 10 | +6   |  | Chelsea                    | 2-2                 | 3-2                  |                         | 6-1                 |
| 4    | Nordsjælland     | 1   | 6 | 0 | 1 | 5 | 4  | 22 | -18  |  | Nordsjælland               | 1-1                 | 2-5                  | 0-4                     |                     |

Source : uefa.com

## Statistiques

### Meilleurs buteurs
Inclut uniquement les matches officiels. La liste est classée par numéro de maillot lorsque le total des buts est égal.
| R  | No. | Pos | Nat | Nom                  | Premier League | Coupe d'Angleterre | Coupe de la Ligue | Community Shield | Ligue des champions | Ligue Europa | Supercoupe d'Europe | Coupe du monde des clubs | Total |
| -- | --- | --- | --- | -------------------- | -------------- | ------------------ | ----------------- | ---------------- | ------------------- | ------------ | ------------------- | ------------------------ | ----- |
| 1  | 9   | ATT |     | Fernando Torres      | 8              | 1                  | 2                 | 1                | 3                   | 6            | 0                   | 1                        | 22    |
| 2  | 10  | MIL |     | Juan Mata            | 12             | 1                  | 2                 | 0                | 3                   | 1            | 0                   | 1                        | 20    |
| 3  | 8   | MIL |     | Frank Lampard        | 15             | 2                  | 0                 | 0                | 0                   | 0            | 0                   | 0                        | 17    |
| 4  | 17  | MIL |     | Eden Hazard          | 9              | 1                  | 2                 | 0                | 0                   | 1            | 0                   | 0                        | 13    |
| 5  | 11  | MIL |     | Oscar                | 4              | 2                  | 0                 | 0                | 5                   | 1            | 0                   | 0                        | 12    |
| 6  | 13  | MIL |     | Victor Moses         | 1              | 2                  | 2                 | 0                | 1                   | 4            | 0                   | 0                        | 10    |
| 7  | 7   | MIL |     | Ramires              | 5              | 2                  | 1                 | 0                | 1                   | 0            | 0                   | 0                        | 9     |
| 8  | 2   | DEF |     | Branislav Ivanović   | 5              | 1                  | 1                 | 0                | 0                   | 1            | 0                   | 0                        | 8     |
| 9  | 4   | DEF |     | David Luiz           | 2              | 0                  | 1                 | 0                | 2                   | 2            | 0                   | 0                        | 7     |
| 10 | 24  | DEF |     | Gary Cahill          | 2              | 0                  | 2                 | 0                | 1                   | 0            | 1                   | 0                        | 6     |
| 10 | 26  | DEF |     | John Terry           | 4              | 1                  | 0                 | 0                | 0                   | 1            | 0                   | 0                        | 6     |
| 10 | 29  | ATT |     | Demba Ba             | 2              | 4                  | 0                 | 0                | 0                   | 0            | 0                   | 0                        | 6     |
| 13 | 23  | ATT |     | Daniel Sturridge     | 1              | 0                  | 1                 | 0                | 0                   | 0            | 0                   | 0                        | 2     |
| 13 | 34  | DEF |     | Ryan Bertrand        | 0              | 0                  | 1                 | 1                | 0                   | 0            | 0                   | 0                        | 2     |
| 15 | 3   | DEF |     | Ashley Cole          | 1              | 0                  | 0                 | 0                | 0                   | 0            | 0                   | 0                        | 1     |
| 15 | 6   | MIL |     | Oriol Romeu          | 0              | 0                  | 1                 | 0                | 0                   | 0            | 0                   | 0                        | 1     |
| 15 | 21  | MIL |     | Marko Marin          | 1              | 0                  | 0                 | 0                | 0                   | 0            | 0                   | 0                        | 1     |
|    |     |     |     | Buts contre son camp | 3              | 0                  | 0                 | 0                | 0                   | 0            | 0                   | 1                        | 3     |
|    |     |     |     | TOTAUX               | 75             | 17                 | 16                | 2                | 16                  | 17           | 1                   | 3                        | 147   |

Mise à jour : 19 mai 2013

Source : Rapports de matches officiels

### Meilleurs passeurs
Inclut uniquement les matches officiels. La liste est classée par numéro de maillot lorsque le total des passes décisives est égal.
| R  | No. | Pos | Nat | Nom                | Premier League | Coupe d'Angleterre | Coupe de la Ligue | Community Shield | Ligue des champions | Ligue Europa | Supercoupe d'Europe | Coupe du monde des clubs | Total |
| -- | --- | --- | --- | ------------------ | -------------- | ------------------ | ----------------- | ---------------- | ------------------- | ------------ | ------------------- | ------------------------ | ----- |
| 1  | 10  | MIL |     | Juan Mata          | 17             | 5                  | 4                 | 0                | 2                   | 5            | 0                   | 0                        | 33    |
| 2  | 17  | MIL |     | Eden Hazard        | 16             | 2                  | 2                 | 0                | 2                   | 2            | 0                   | 1                        | 25    |
| 3  | 9   | ATT |     | Fernando Torres    | 10             | 0                  | 1                 | 0                | 0                   | 1            | 0                   | 0                        | 12    |
| 4  | 11  | MIL |     | Oscar              | 7              | 2                  | 1                 | 0                | 1                   | 0            | 0                   | 0                        | 11    |
| 5  | 7   | MIL |     | Ramires            | 4              | 1                  | 1                 | 1                | 0                   | 2            | 0                   | 0                        | 9     |
| 6  | 8   | MIL |     | Frank Lampard      | 1              | 1                  | 1                 | 0                | 1                   | 2            | 0                   | 0                        | 6     |
| 7  | 3   | DEF |     | Ashley Cole        | 2              | 1                  | 0                 | 0                | 1                   | 0            | 0                   | 1                        | 5     |
| 8  | 4   | DEF |     | David Luiz         | 1              | 1                  | 1                 | 0                | 0                   | 1            | 0                   | 0                        | 4     |
| 8  | 13  | ATT |     | Victor Moses       | 1              | 0                  | 3                 | 0                | 0                   | 0            | 0                   | 0                        | 4     |
| 8  | 28  | DEF |     | César Azpilicueta  | 4              | 0                  | 0                 | 0                | 0                   | 0            | 0                   | 0                        | 4     |
| 11 | 2   | DEF |     | Branislav Ivanović | 1              | 1                  | 0                 | 0                | 1                   | 0            | 0                   | 0                        | 3     |
| 11 | 24  | DEF |     | Gary Cahill        | 3              | 0                  | 0                 | 0                | 0                   | 0            | 0                   | 0                        | 3     |
| 13 | 35  | ATT |     | Lucas Piazón       | 1              | 0                  | 1                 | 0                | 0                   | 0            | 0                   | 0                        | 2     |
| 14 | 21  | MIL |     | Marko Marin        | 1              | 0                  | 0                 | 0                | 0                   | 0            | 0                   | 0                        | 1     |
| 14 | 30  | MIL |     | Yossi Benayoun     | 0              | 1                  | 0                 | 0                | 0                   | 0            | 0                   | 0                        | 1     |
| 14 | 34  | DEF |     | Ryan Bertrand      | 0              | 0                  | 0                 | 0                | 0                   | 1            | 0                   | 0                        | 1     |
|    |     |     |     | TOTAUX             | 69             | 15                 | 15                | 1                | 8                   | 14           | 0                   | 2                        | 124   |

Mise à jour : 19 mai 2013

Source : Rapports de matches officiels

### Matches sans encaisser de but
Inclut uniquement les matches officiels. La liste est classée par numéro de maillot lorsque le total des matches sans encaisser de but est égal.
| R | No. | Pos | Nat | Nom           | Premier League | Coupe d'Angleterre | Coupe de la Ligue | Community Shield | Ligue des champions | Ligue Europa | Supercoupe d'Europe | Coupe du monde des clubs | Total |
| - | --- | --- | --- | ------------- | -------------- | ------------------ | ----------------- | ---------------- | ------------------- | ------------ | ------------------- | ------------------------ | ----- |
| 1 | 1   | GB  |     | Petr Čech     | 14             | 3                  | 1                 | 0                | 1                   | 1            | 0                   | 0                        | 20    |
| 2 | 22  | GB  |     | Ross Turnbull | 0              | 0                  | 1                 | 0                | 0                   | 0            | 0                   | 0                        | 1     |
|   |     |     |     | TOTAUX        | 14             | 3                  | 2                 | 0                | 1                   | 1            | 0                   | 0                        | 21    |

Mise à jour : 19 mai 2013

Source : Rapports de matches officiels

### Discipline
Inclut uniquement les matches officiels. La liste est classée par numéro de maillot lorsque le total des cartons est égal.
| R  | No. | Pos | Nat                     | Nom                | Premier League | Premier League | Coupe d'Angleterre | Coupe d'Angleterre | Coupe de la Ligue | Coupe de la Ligue | Community Shield | Community Shield | Europe | Europe       | Coupe du monde des clubs | Coupe du monde des clubs | Total  | Total        |
| R  | No. | Pos | Nat                     | Nom                | Averti         | Carton rouge   | Averti             | Carton rouge       | Averti            | Carton rouge      | Averti           | Carton rouge     | Averti | Carton rouge | Averti                   | Carton rouge             | Averti | Carton rouge |
| 1  | 2   | DEF | Drapeau de la Serbie    | Branislav Ivanović | 4              | 1              | 1                  | 0                  | 0                 | 0                 | 0                | 1                | 1      | 0            | 0                        | 0                        | 6      | 2            |
| 2  | 7   | MIL | Drapeau du Brésil       | Ramires            | 10             | 1              | 1                  | 0                  | 1                 | 0                 | 1                | 0                | 2      | 0            | 0                        | 0                        | 15     | 1            |
| 3  | 9   | ATT | Drapeau de l'Espagne    | Fernando Torres    | 6              | 1              | 1                  | 0                  | 0                 | 0                 | 0                | 0                | 2      | 0            | 0                        | 0                        | 7      | 1            |
| 4  | 17  | MIL | Drapeau de la Belgique  | Eden Hazard        | 2              | 0              | 1                  | 0                  | 0                 | 1                 | 0                | 0                | 0      | 0            | 0                        | 0                        | 3      | 1            |
| 4  | 24  | DEF | Drapeau de l'Angleterre | Gary Cahill        | 1              | 0              | 1                  | 0                  | 0                 | 0                 | 0                | 0                | 1      | 0            | 0                        | 1                        | 3      | 1            |
| 6  | 4   | DEF | Drapeau du Brésil       | David Luiz         | 8              | 0              | 2                  | 0                  | 1                 | 0                 | 0                | 0                | 4      | 0            | 1                        | 0                        | 16     | 0            |
| 7  | 28  | DEF | Drapeau de l'Espagne    | César Azpilicueta  | 4              | 0              | 2                  | 0                  | 0                 | 0                 | 0                | 0                | 2      | 0            | 0                        | 0                        | 8      | 0            |
| 8  | 3   | DEF | Drapeau de l'Angleterre | Ashley Cole        | 3              | 0              | 0                  | 0                  | 0                 | 0                 | 1                | 0                | 3      | 0            | 0                        | 0                        | 7      | 0            |
| 8  | 12  | MIL | Drapeau du Nigeria      | John Obi Mikel     | 3              | 0              | 0                  | 0                  | 1                 | 0                 | 1                | 0                | 2      | 0            | 0                        | 0                        | 7      | 0            |
| 10 | 11  | MIL | Drapeau du Brésil       | Oscar              | 2              | 0              | 1                  | 0                  | 1                 | 0                 | 0                | 0                | 2      | 0            | 0                        | 0                        | 6      | 0            |
| 10 | 34  | DEF | Drapeau de l'Angleterre | Ryan Bertrand      | 1              | 0              | 1                  | 0                  | 1                 | 0                 | 1                | 0                | 2      | 0            | 0                        | 0                        | 6      | 0            |
| 12 | 8   | MIL | Drapeau de l'Angleterre | Frank Lampard      | 2              | 0              | 0                  | 0                  | 1                 | 0                 | 1                | 0                | 0      | 0            | 0                        | 0                        | 4      | 0            |
| 12 | 10  | MIL | Drapeau de l'Espagne    | Juan Mata          | 3              | 0              | 1                  | 0                  | 0                 | 0                 | 0                | 0                | 0      | 0            | 0                        | 0                        | 4      | 0            |
| 14 | 21  | MIL | Drapeau de l'Allemagne  | Marko Marin        | 2              | 0              | 0                  | 0                  | 0                 | 0                 | 0                | 0                | 1      | 0            | 0                        | 0                        | 3      | 0            |
| 15 | 1   | GB  | Drapeau de la Tchéquie  | Petr Čech          | 2              | 0              | 0                  | 0                  | 0                 | 0                 | 0                | 0                | 0      | 0            | 0                        | 0                        | 2      | 0            |
| 15 | 6   | MIL | Drapeau de l'Espagne    | Oriol Romeu        | 1              | 0              | 0                  | 0                  | 1                 | 0                 | 0                | 0                | 0      | 0            | 0                        | 0                        | 2      | 0            |
| 15 | 26  | DEF | Drapeau de l'Angleterre | John Terry         | 1              | 0              | 0                  | 0                  | 0                 | 0                 | 0                | 0                | 1      | 0            | 0                        | 0                        | 2      | 0            |
| 18 | 22  | GB  | Drapeau de l'Angleterre | Ross Turnbull      | 0              | 0              | 1                  | 0                  | 0                 | 0                 | 0                | 0                | 0      | 0            | 0                        | 0                        | 1      | 0            |
| 18 | 29  | ATT | Drapeau du Sénégal      | Demba Ba           | 0              | 0              | 0                  | 0                  | 1                 | 0                 | 0                | 0                | 0      | 0            | 0                        | 0                        | 1      | 0            |
| 18 | 30  | MIL | Drapeau d’Israël        | Yossi Benayoun     | 0              | 0              | 0                  | 0                  | 0                 | 0                 | 0                | 0                | 1      | 0            | 0                        | 0                        | 1      | 0            |
|    |     |     |                         | TOTAUX             | 55             | 3              | 13                 | 0                  | 8                 | 1                 | 5                | 1                | 22     | 0            | 1                        | 1                        | 104    | 6            |

Mise à jour : 19 mai 2013

Source : Rapports de matches officiels

### Onze de départ
Inclut uniquement les matches officiels.
| No. | Pos | Nat | Nom         | MD | Notes |
| --- | --- | --- | ----------- | -- | ----- |
| 1   | GB  |     | Čech        | 63 |       |
| 28  | DD  |     | Azpilicueta | 41 |       |
| 24  | DC  |     | Cahill      | 43 |       |
| 4   | DC  |     | Luiz        | 40 |       |
| 3   | DG  |     | Cole        | 50 |       |
| 8   | MC  |     | Lampard     | 38 |       |
| 7   | MC  |     | Ramires     | 42 |       |
| 13  | AiD |     | Moses       | 20 |       |
| 11  | MOC |     | Mata        | 34 |       |
| 17  | AiG |     | Hazard      | 27 |       |
| 9   | BU  |     | Torres      | 50 |       |

| Čech Azpilicueta Cahill David Luiz Cole Ramires Lampard Moses Mata Hazard Torres |

Mise à jour : 19 mai 2013

### Total
| Matches joués                 | 69 (38 Premier League, 7 Coupe d'Angleterre, 5 Coupe de la Ligue, 1 Community Shield, 6 Ligue des champions, 9 Ligue Europa, 1 Supercoupe d'Europe, 2 Coupe du monde des clubs)           |
| Matches gagnés                | 39 (22 Premier League, 4 Coupe d'Angleterre, 3 Coupe de la Ligue, 3 Ligue des champions, 6 Ligue Europa, 1 Coupe du monde des clubs)                                                      |
| Matches nuls                  | 14 (79 Premier League, 2 Coupe d'Angleterre, 1 Coupe de la Ligue, 1 Ligue des champions, 1 Ligue Europa)                                                                                  |
| Matches perdus                | 16 (7 Premier League, 1 Coupe d'Angleterre, 1 Coupe de la Ligue, 1 Community Shield, 2 Ligue des champions, 2 Ligue Europa, 1 Supercoupe d'Europe, 1 Coupe du monde des clubs)            |
| Buts marqués                  | 147 (75 Premier League, 17 Coupe d'Angleterre, 16 Coupe de la Ligue, 2 Community Shield, 16 Ligue des champions, 17 Ligue Europa, 1 Supercoupe d'Europe, 3 Coupe du monde des clubs)      |
| Buts concédés                 | 82 (39 Premier League, 7 Coupe d'Angleterre, 7 Coupe de la Ligue, 3 Community Shield, 10 Ligue des champions, 10 Ligue Europa, 4 Supercoupe d'Europe, 2 Coupe du monde des clubs)         |
| Différence de buts            | +65 (+36 Premier League, +10 Coupe d'Angleterre, +9 Coupe de la Ligue, -1 Community Shield, +6 Ligue des champions, +7 Ligue Europa, -3 Supercoupe d'Europe, +1 Coupe du monde des clubs) |
| Matches sans encaisser de but | 21 (14 Premier League, 3 Coupe d'Angleterre, 2 Coupe de la Ligue, 1 Ligue des champions, 1 Ligue Europa)                                                                                  |
| Cartons jaunes                | 104 (55 Premier League, 13 Coupe d'Angleterre, 8 Coupe de la Ligue, 5 Community Shield, 6 Ligue des champions, 15 Ligue Europa, 1 Supercoupe d'Europe, 1 Coupe du monde des clubs)        |
| Cartons rouges                | 6 (3 Premier League, 1 Coupe de la Ligue, 1 Community Shield, 1 Coupe du monde des clubs)                                                                                                 |
| Pire discipline               | Branislav Ivanović (6 - 2 ) |
| Meilleur résultat             | Victoire 8 – 0 (Domicile) contre Aston Villa – Premier League – 23 décembre 2012 |
| Pire résultat                 | Défaite 1 – 4 (Neutre) contre l'Atlético Madrid – Supercoupe d'Europe – 31 août 2012 |
| Meilleur buteur               | Fernando Torres (22 buts) |

Mise à jour : 19 mai 2013

Source : Rapports de matches officiels